# یوسف کاظمی
یوسف کاظمی یک بازیکن والیبال اهل ایران (شیراز) است که در پست مدافع میانی بازی می‌کند. او در حال حاضر عضو تیم ملی والیبال ایران و تیم مهرگان نور در لیگ برتر والیبال ایران است. وی در لیگ برتر والیبال ایران توانست عنوان بهترین مدافع را به دست آورد. یوسف کاظمی یکی از چهره‌های جدید بلند قامت تیم ملی والیبال ایران است. وی در لیگ ملت‌های والیبال ۲۰۲۵ حضور داشت.